# Julius Ludolf
Julius Ludolf (* 26. März 1893 in Hamburg; † 28. Mai 1947 in Landsberg am Lech) war SS-Obersturmführer, Mitglied der Waffen-SS und Kommandant diverser Nebenlager des KZ Mauthausen in Oberösterreich. 

## Leben
Julius Ludolf wurde am 26. März 1893 in Hamburg in einer alten deutschen Beamtenfamilie geboren. Erlernte er den Beruf eines Schlossers, schlug jedoch später den Weg eines Berufssoldaten ein. Im Ersten Weltkrieg war Ludolph als Angehöriger des Infanterie-Regiments „Hamburg“ Nr. 76 an der Front und erreichte den Rang eines Feldwebels. Nach der Auflösung des Regiments Ende 1919 wurde Ludolf als Fahrer eines Captains der britischen Besatzungsmacht in Köln eingesetzt. Im November 1921 trat er eine Stelle als Kraftfahrer bei der Firma Rheinisches Braunkohlen-Syndikat in Köln an, wo er als Chauffeur des Geschäftsführers arbeitete. Diese Stellung hatte er bis zum Ende des Jahres 1939 inne.
Ludolf wurde bereits im Jahr 1932 Angehöriger der Allgemeinen SS (SS-Nr. 114.013) und 1933 Mitglied der NSDAP (Mitgliedsnummer 2.093.379). Im Januar 1940 wurde er in die Waffen-SS eingezogen und in das KZ Mauthausen versetzt, wo Ludolf zunächst als Wachposten eingesetzt wurde. Nach Beförderung zum SS-Untersturmführer am 30. Januar 1942 bekam Ludolf das Kommando über die Ausbildungskompanie. Im Mai 1942 wurde er Führer der 2. Kompanie. Im Januar 1943 übernahm Ludolf die Führung der Ausbildungskompanie für die volksdeutschen SS-Freiwilligen, drei Monate später wurde er an den Loiblpass versetzt, um den Aufbau des dortigen Konzentrationslagers zu kommandieren. Einem Zeitzeugen bleibe Ludolf als ein „brutaler, blutrünstiger Deutscher, der mit einer Peitsche in der Hand durchs Lager ging.“ Unmittelbar nach seiner Rückkehr in das Hauptlager Mauthausen wurde Ludolf im August 1943 die Führung des KZ-Außenlagers Großraming übertragen. Auch in diesem Lager zeichnete sich Ludolf vor allem durch seine Gewalttätigkeit aus: Er misshandelte Häftlinge, bestimmte Opfer zu ermorden erteilte willfährigen Funktionshäftlingen den Auftrag oder ließ die Häftlinge manchmal stundenlang Appell stehen. Im Mai 1944 wurde Ludolf Lagerführer des Außenlagers Melk.

### Nach 1945
Am 6. Mai 1945 wurde Ludolf, der sich Zivilkleidung besorgt hatte, in der Umgebung von Ebensee von KZ-Überlebenden erkannt und an die US-Armee ausgeliefert. Ludolf schließlich nach Dachau gebracht und gemeinsam mit sechzig weiteren Angehörigen des Lagerpersonals im Mauthausen-Hauptprozess (siehe auch: Dachauer Prozesse) vor einem US-Militärgericht angeklagt. Neben den Zuständen in jenen Außenlagern, die unter seiner Verantwortung standen, wurde Ludolf angelastet, bei verschiedenen Gelegenheiten polnische und russische Häftlinge zwischen Oktober 1943 – Mai 1944 persönlich geschlagen und/oder getötet, im Oktober 1944 das „Abspritzen“ sechzehn hospitalisierter tschechischer und slowakischer Häftlinge befohlen und Juli 1944 die Hinrichtung eines entflohenen und wiederergriffenen russischen Häftlings angeordnet zu haben.
Als Zeuge in eigener Sache vernommen, sagte Ludolf aus, niemals einen Häftling getötet, allenfalls Schläge ausgegeben zu haben, um die Lagerdisziplin aufrechtzuerhalten. Exekutionen geflohener Lagerinsassen wären nicht auf seine Veranlassung hin erfolgt. 
Das US-Gericht in Dachau befand den Angeklagten am 13. Mai 1946 für schuldig und verurteilte ihn zum Tode. Nachdem das eingereichte Gnadengesuch seiner Frau verworfen wurde, wurde Julius Ludolf am 28. Mai 1947 im Kriegsverbrechergefängnis Landsberg gehenkt.